# Смена-20
Сме́на-20 — малоформатный шкальный фотоаппарат для начинающих фотолюбителей.
Производился предположительно с конца 1980-х до середины 1990-х годов на Ленинградском оптико-механическом объединении.
«Смена-20» анонсирована в 1990 году на выставке Photokina.
Фотоаппарат «Смена-20» (как и предшествующая модель «Смена-19») является модификацией «Смены-Символ», изготовлен с новым корпусом в рестайлинговом оформлении. Идентичен по техническим характеристикам.
«Смена-20» выпущена в малом количестве экземпляров.

## Технические характеристики
- Корпус полистироловый новой конструкции, с открывающейся задней стенкой.
- Зарядка фотоплёнкой типа 135 в стандартных кассетах.
- Приёмная катушка несъёмная. Съёмка в пустую кассету невозможна. Обратная перемотка плёнки головкой типа рулетка. Счётчик кадров автоматический самосбрасывающийся при открывании задней стенки.
- Перемотка плёнки полускрытой головкой. Взвод затвора совмещён с перемоткой плёнки.
- Центральный фотографический затвор, выдержки 1/250 — 1/15 и «В».
- Объектив Триплет «Т-43» 4/40. Фокусировка от 1 м до «бесконечности» по шкале расстояний.
- Диафрагмирование объектива от f/4,0 до f/16.
- На оправе объектива отсутствует резьба для крепления светофильтров и шкала глубины резко изображаемого пространства.
- Видоискатель оптический параллаксный.
- Центральный синхроконтакт «Х», выдержка синхронизации — любая.

### Табличный экспонометр
Начиная с фотоаппарата «Смена-8М» кольца установки выдержки и диафрагмы снабжались дополнительными шкалами для упрощения и облегчения установки экспозиции (табличный экспонометр). Шкале значений диафрагм сопутствовала шкала светочувствительности фотоплёнки, а шкале выдержек — шкала символов погоды.
| Светочувствительность фотоплёнки, ед. ГОСТ | 25  | 50    | 100 | 200  | 400  |
| Значение диафрагмы                         | f/4 | f/5,6 | f/8 | f/11 | f/16 |

| Символ погоды     | Ясно  | Солнце в дымке | Облачно | Пасмурно | Грозовые тучи |
| Значение выдержки | 1/250 | 1/125          | 1/60    | 1/30     | 1/15          |